# Bremia decorata
Bremia decorata är en tvåvingeart som först beskrevs av Friedrich Hermann Loew 1850.  Bremia decorata ingår i släktet Bremia och familjen gallmyggor. Inga underarter finns listade i Catalogue of Life.